# Карађорђева Србија
Карађорђева Србија (позната и као Устаничка Србија) је назив за устаничку државу, створену у време Првог српског устанка, која је постојала од 1804. до 1813. године.

## Територија и границе
Карађорђева Србија није имала сталне границе, јер су се оне мењале с обзиром на линију фронта према Османском царству. Обухватала је цео Смедеревски санџак (Београдски пашалук) и околна подручја. У границама устаничке Србије су привремено била и подручја око Ниша, Лесковца, Новог Пазара, Бијелог Поља, Пријепоља, Зворника, Бијељине и Видина.

## Историја
Први српски устанак је био устанак Срба у Београдском пашалуку и шест околних нахија против Османског царства у периоду од 14. фебруара 1804. до 7. октобра 1813. године. Отпочео је као локална побуна против дахија, а прерастао је у прву фазу српске револуције. Устаници предвођени Карађорђем су успели да у кратком временском интервалу ослободе пашалук и околна подручја. Као тековина устанка, створена је устаничка држава, која се у изворима назива Карађорђева Србија.
Године 1806. је закључен Ичков мир, којим је Османско царство фактички признало Србију као вазалну државу. Међутим, због прекида односа и рата између Османског царства и Русије, Србија одбацује уредбе Ичковог мира и наставља рат.
До слома устаничке државе дошло је 1812—1813. Руси, савезници устаника, морали су да се повуку назад у Русију јер је Наполеон нападао. Због њега су Руси били принуђени да потпишу и Букурештански мир. По осмој тачки тога мира, Срби би добили аутономију а Турци би се вратили у Београд и поново управљали Србијом. Устаници то нису прихватили, јер би све оно за шта су се изборили пало у воду. Турци су Србију напали са југа, истока и запада. Иако је погинуло много Турака, отпор је био сломљен 7. октобра 1813. Турци улазе у Београд и успостављају управни апарат и организацију каква је постојала пре избијања устанка 1804. Први српски устанак је угушен, а Карађорђе са неколицином вођа устанка бежи у Аустрију.

## Организација државе
Основе државности у устаничкој Србији постављене су радом Народне скупштине, Правитељствујушчег совјета и доношењем законика. 14. августа 1805. године, на Скупштини устаничких старешина у Борку, донета је одлука о оснивању Правитељствујушчег совјета сербског као централног органа власти у устаничкој Србији, а ради решавања разних животних питања. Међу појединим устаничким и нахијским старешинама постојале су тежње да се Совјетом донекле ограничи Карађорђева власт.
Совјет је нарочито радио на организовању сеоских, кнежинских и нахијских судова, а он сам је до 1811. деловао као врховни суд. Временом је Совјет обављао све више послова, одигравши значајну улогу у организовању власти и функционисању устаничке државе.

## Друштво и култура
Велика школа Ивана Југовића је била први заметак високе наставе у Србији. Југовићева Велика школа је основана 1808. године у Београду и била је школа посебног карактера.